# Clintonia andrewsiana
Clintonia andrewsiana är en liljeväxtart som beskrevs av John Torrey. Clintonia andrewsiana ingår i släktet Clintonia och familjen liljeväxter. Inga underarter finns listade.

## Bildgalleri

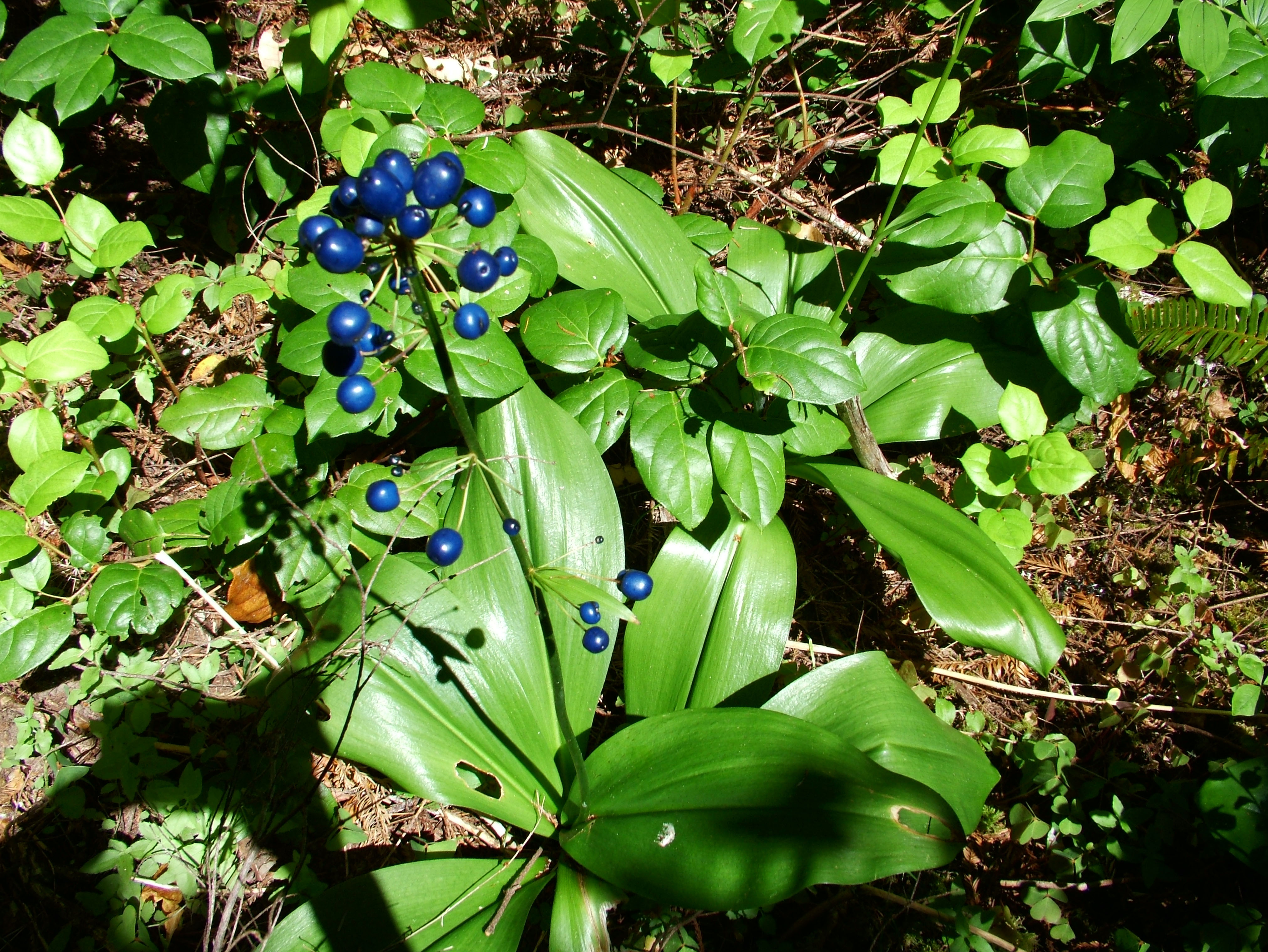